# Cleonia lusitanica
Cleonia es un género monotípico de plantas con flores perteneciente a la familia Lamiaceae. Su única especie, Cleonia lusitanica, es originaria de la Península ibérica y Norte de África por donde se distribuyen en Portugal, España, Argelia, Marruecos y Túnez.

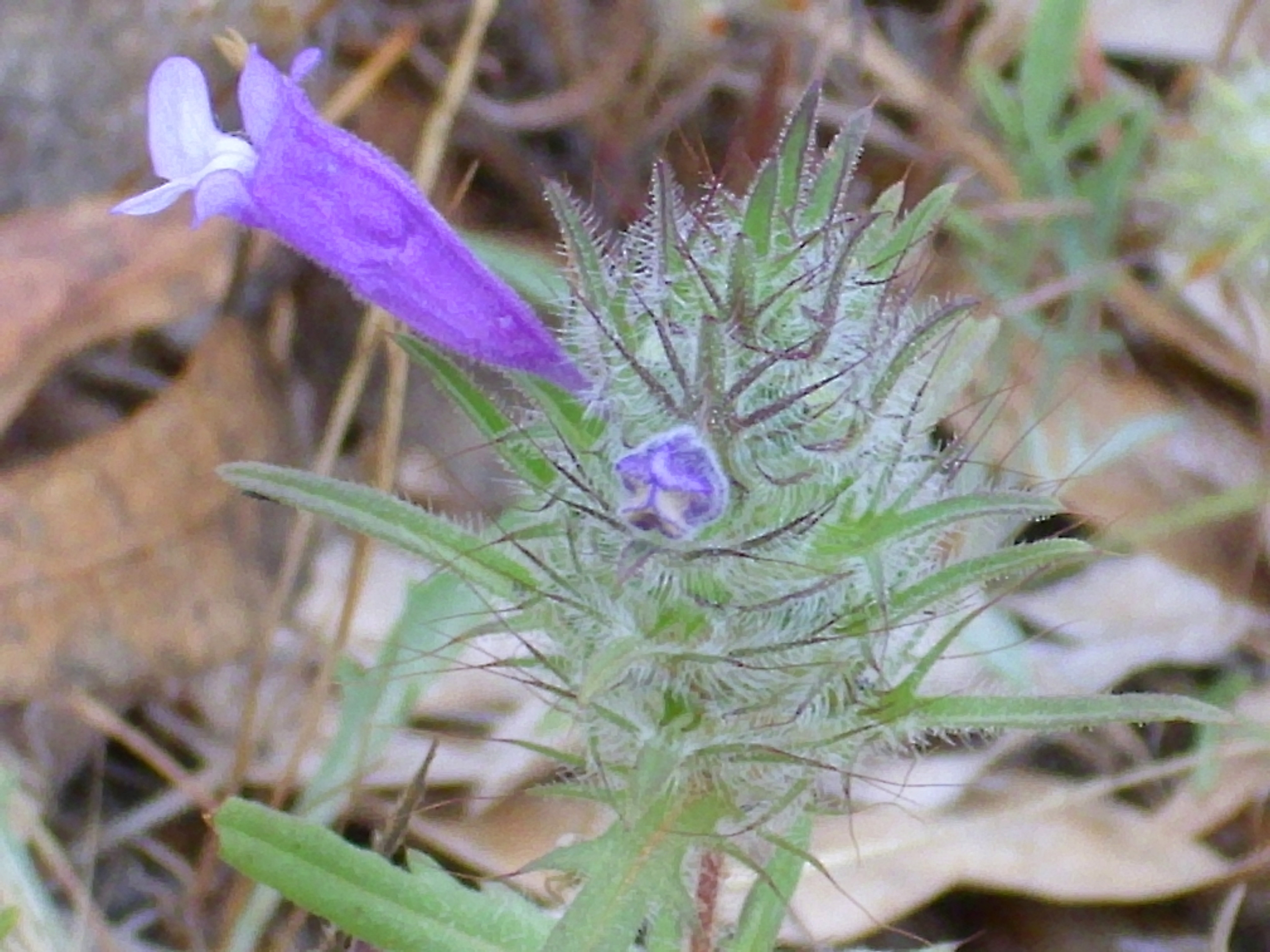
Vista de la planta

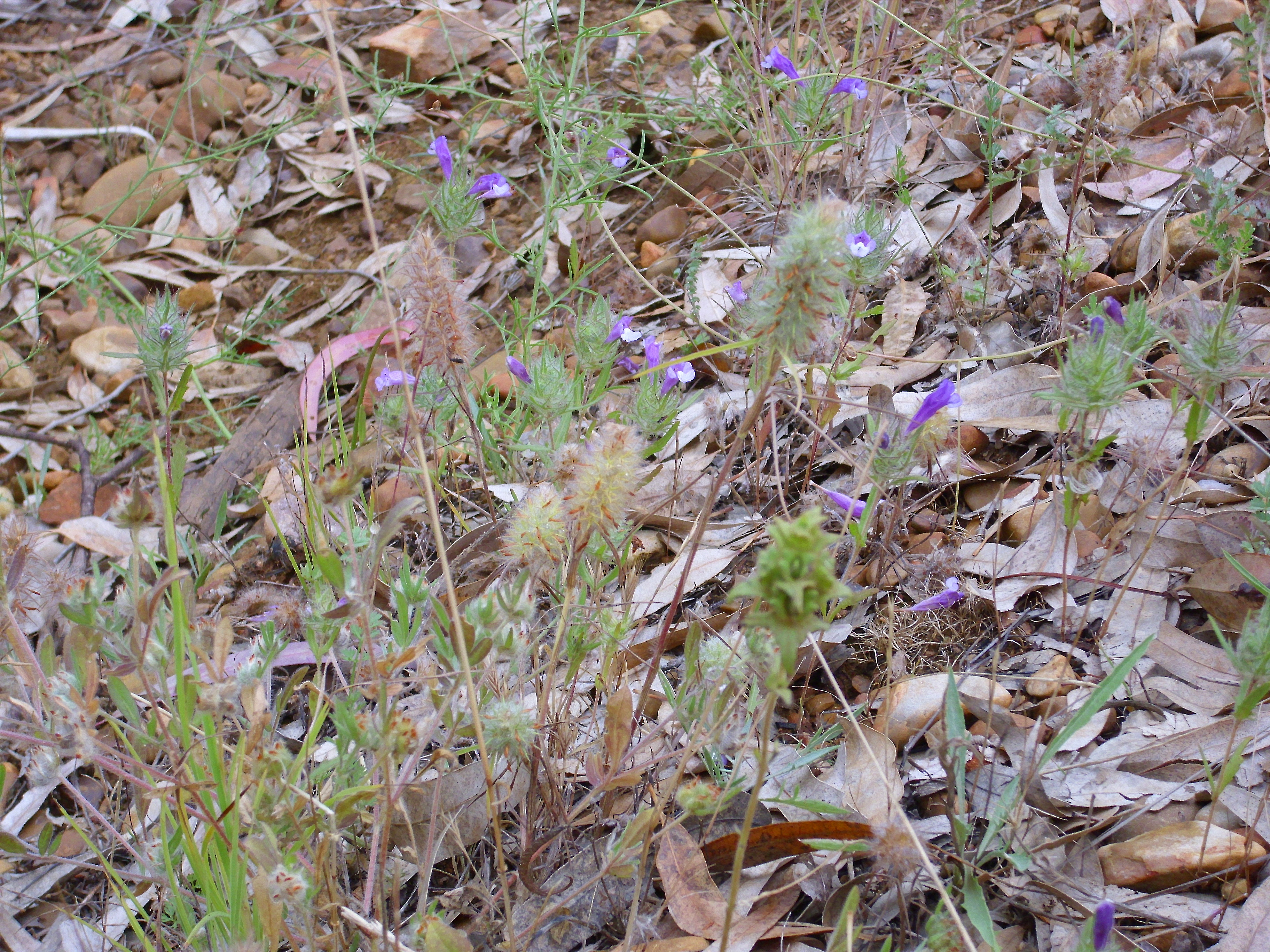
En su hábitat

## Descripción
Son hierbas que alcanzan hasta los 44 cm de altura. Tallos simples o ramificados, cuadrangulares, pelosos, con indumento blanquecino. Hojas de 19-45 × 3-11 mm, de lanceoladas a oblongas, obtusas, crenadas o lobuladas, a veces dentadas o enteras; sésiles o subsésiles. Inflorescencia de 1,5-6,5 cm, elipsoidal o cilíndrica. Brácteas 15-28 × 2,5-5 mm, ovado-lanceoladas, ciliadas, sobresalientes. Flores con pedicelo de  2 mm. Cáliz 5-8 mm, acampanado, con 10 nervios; tubo con pelos glandulíferos pequeños. Corola cónica, de color púrpura o azulado, blanquecino en su parte interna. Los frutos son núculas  ovoides, color castaño claro.

## Taxonomía
Cleonia lusitanica fue descrita por Carlos Linneo y publicado en Species Plantarum, Editio Secunda 837. 1763.
Citología
Número de cromosomas de Cleonia lusitanica (Fam. Labiatae) y táxones infraespecíficos: 2n=20
Sinonimia
- Prunella lusitanica L., Sp. Pl.: 601 (1753).
- Prunella odorata Lam., Fl. Franç. 2: 367 (1779).
- Cleonia lusitanica var. aristata Cout., Fl. Portugal: 524 (1913).
- Cleonia punica Beauverd, Bull. Soc. Bot. Genève 13: 239 (1921 publ. 1922).[1]

## Nombre común
- Castellano: cañamillo, cliónia, cuatro hermanas portuguesas.[6]